# The Good Mother (film)
The Good Mother è un film del 2023 diretto da Miles Joris-Peyrafitte.

## Produzione
Nel luglio 2022, Variety ha riferito che Miles Joris-Peyrafitte avrebbe diretto il film, allora intitolato Mother's Milk, che ha scritto insieme a Madison Harrison. Successivamente, Hilary Swank, Olivia Cooke e Jack Reynor sono stati scelti per i ruoli principali. Il film è stato prodotto da Shaun Sanghani della SSS Entertainment, Siena Oberman di Artemis Pictures e Emma Tillinger Koskoff di First Love Films.
Le riprese principali si sono svolte da giugno a luglio 2022 ad Albany. 

## Distribuzione
Nel giugno 2023, Vertical Entertainment ha acquisito i diritti di distribuzione per il Nord America, il Regno Unito, l'Australia e la Nuova Zelanda. Il film è stato distribuito negli Stati Uniti il 1º settembre 2023.

## Accoglienza
Sull'aggregatore di recensioni Rotten Tomatoes ha un indice di gradimento del 22%, con un voto medio di 4,80 su 10 basato su 55 recensioni.